# Ś
El grafema Ś (minúscula: ś), formado a partir de la letra S con la adición de un acento agudo, se utiliza en el alfabeto polaco, montenegrino, noecino, łacinka, sórabo e indo-ario y en transcripciones y romanizaciones de algunos alfabetos.
En los idiomas polaco, montenegrino, sórabo y en el alfabeto łacinka, representa a [ɕ], una fricativa alveopalatal, incluyendo en transcripción fonética (representa el sonido aproximado a sh, como el dígrafo "sch" en alemán).
En el idioma indo-ario, representa a [ʃ], una fricativa postalveolar sorda
En el alfabeto łacinka se representa como сь (cirílico).
También se usa en transcripciones del semisilabario ibérico y  el semisilabario celtibérico

## Unicode
Sus códigos de Unicode son U 015A, para ś y U 015B para Ś.
| Carácter      | Ś                                 | Ś                                 | ś                               | ś                               |
| ------------- | --------------------------------- | --------------------------------- | ------------------------------- | ------------------------------- |
| Unicode       | LATIN CAPITAL LETTER S WITH ACUTE | LATIN CAPITAL LETTER S WITH ACUTE | LATIN SMALL LETTER S WITH ACUTE | LATIN SMALL LETTER S WITH ACUTE |
| Codificación  | decimal                           | hex                               | decimal                         | hex                             |
| Unicode       | 346                               | U+015A                            | 347                             | U+015B                          |
| UTF-8         | 197 154                           | C5 9A                             | 197 155                         | C5 9B                           |
| Ref. numérica | &#346;                            | &#x15A;                           | &#347;                          | &#x15B;                         |